# 格林角 (南極洲)
格林角（英語：Green Point）是南極洲的海岬，位於肯普地，處於福爾德島東端，是威廉斯科斯比灣入口處的西部，在1936年2月由英國研究隊發現和命名，現時由南極條約體系管理。